# Eurydice nipponica
Eurydice nipponica är en kräftdjursart som beskrevs av Bruce och Jones 1981. Eurydice nipponica ingår i släktet Eurydice och familjen Cirolanidae. Inga underarter finns listade i Catalogue of Life.